# روبرت غوتليب
روبرت غوتليب (بالإنجليزية: Robert Gottlieb)‏ هو صحفي أمريكي، ولد في 29 أبريل 1931 في نيويورك في الولايات المتحدة.